# L'home dels nassos
L'home dels nassos (traducido literalmente al español como El hombre de las narices) es una película hispano-francesa de terror, fantasía, aventuras y drama de época en catalán, dirigida por Abigail Schaaff en su ópera prima y escrita por Èric G. Moral y Núria Velasco, la cual también coprodujo la película. Está protagonizada por Pablo Derqui, Ivan Benet, Mercè Llorens, Pep Munné, Joan Frank Charansonnet, María Molins, Jeannine Mestre, Jorge Motos, Berner Maynes, Malcolm McCarthy, Sali Diallo, Miranda Munné y Lluc Miravete. Se ha estrenado en cines españoles el 19 de enero de 2024, de la mano de Filmax.

## Trama
En invierno de 1968, en un pequeño pueblo de montaña, tres niños intentan escapar del hombre de las narices, un ser legendario que captura a los niños mentirosos durante el último día del año. Pero ellos no son los únicos que lo temen: las mentiras del pasado también se pueden oler.

## Reparto
- Pablo Derqui como Pau Monsó
  - Jorge Motos como Pau Monsó joven
- Ivan Benet como Joan Farré
  - Berner Maynes como Joan Farré joven

Carles
- - Joan Frank Charansonnet como Carles
- Mercè Llorens como Júlia Monsó
- Pep Munné como el Capitán Nacional
- Jeannine Mestre como Eulàlia Monsó abuela
  - María Molins como Eulàlia Monsó joven
- Malcolm McCarthy como Owo
- Sali Diallo como Clara Monsó
- Miranda Munné como Lali Monsó
- Lluc Miravete como Ventura Farré

## Producción
El 20 de febrero de 2023, se anunció que el rodaje de la película catalana L'home dels nassos, dirigida por la directora televisiva Abigail Schaaff en su ópera prima y con Pablo Derqui e Ivan Benet como actores protagonistas, había comenzado. Entre las distintas localizaciones de Cataluña donde se rodó se incluyen Mura, la ermita de Sant Julià d’Uixols en Castellterçol, la cueva de Riudarenes, el bosque y el puente románico de Gualba y la masía de Can Plantada en La Ametlla del Vallès. El rodaje duró unas pocas semanas hasta principios de marzo. El presupuesto total de la película es de poco más de 1.3 millones de euros, incluyendo 419.403 euros procedentes de las ayudas generales del ICAA.

## Lanzamiento y marketing
En noviembre de 2023, Filmax programó por primera vez el estreno de L'home dels nassos para el 27 de diciembre de 2023. El 5 de diciembre de 2023, Filmax sacó el tráiler de la película y retrasó su estreno hasta el 19 de enero de 2024.

## Recepción

### Taquilla
En su primera semana, L'home dels nassos se estrenó en 34 cines, coincidiendo principalmente con los estrenos de El correo, Cualquiera menos tú, La zona de interés, Cuando acecha la maldad y El arca de Noé, entre otras películas.  En su estreno, la película recaudó 7.949 euros en 31 cines, para un promedio por copia de 256 euros, debutando fuera del Top 25 de la taquilla; aunque se desconoce el puesto exacto en el que debutó de forma definitiva, en las recaudaciones provisionales ocupó el puesto 30 de la taquilla. En su segunda semana, la película cayó un 77% hasta los 1.499 euros en 15 cines, para un acumulado de 14.022 euros.

### Crítica
L'home dels nassos ha recibido críticas dispares por parte de los críticos. 
Pedro de Frutos de El Ónfalos le dio a la cinta un 4,8 de 10, explicando que "si en principio había tendencia por acercarse al terror, la propuesta definitiva aúna el género fantástico con la aventura y el drama" y que "es creíble la reconstrucción de las distintas épocas, pero la mezcla de estilos no resulta tan efectiva y el film circula a velocidad diferente según la línea argumental de que se ocupe." Guillermo Sánchez Ferrer de Cinemagavia le dio a la película un 5 de 10, escribiendo que "se mueve entre numerosos tonos, intentando tocar demasiadas piezas en muy poco tiempo de metraje [...], lo que [la] acaba convirtiendo [...] en algo demasiado endeble" y describiendo su puesta en escena como "relativamente sencilla, que no muestra secuencias que sean especialmente rescatables o que queden para el recuerdo" y su fotografía como "correcta, pero incapaz de explotar la magnífica localización", aunque elogió la narración "sorprendente [...], en numerosos sentidos bastante compleja, que no da todo masticado al espectador" concluyendo que "se agradece la propuesta [de cine de género catalán] aunque está no sea perfecta" Gerard Casau de Ara le dio a la película dos estrellas de cinco, señalando cómo "el desenlace descarta el sentido de la aventura y la insinuación del terror folclórico para centrarse en la confrontación y reconciliación con las heridas del pasado" y que "el golpe de timón hacia el drama adulto más previsible acaba de desguazar una película que en todo momento avanza con paso frágil".
Por su parte, José A. Cano de Cine con Ñ le dio a la cinta una crítica positiva, diciendo que "se basa en crear atmósfera y someter a los protagonistas [...] a motivos de presión perfectamente explicables de forma realista" y que "se encuadra en la misma línea que cierto terror reciente, eficiente, autocontenido y de época", además de señalar cómo "usa ese miedo infantil a la mentira [...] para contar una historia sobre los traumas heredados y las historias de miedo [...] que nos contamos para ocultar las verdades que nadie quiere admitir", concluyendo que es "una buena película de terror, que juega con la atmósfera y la ambigüedad entre la explicación sobrenatural y la realista y reflexiona en voz alta [...] sobre la misma idea del miedo". José Antonio Pérez Guevara de 242 películas después, le da al film una crítica positova también diciendo "Una gran atmósfera y ese tono apesadumbrado que somete a cada lugar y a cada uno de los rostros que vemos en la pantalla, que firma el cinematógrafo José Cachón, [...] acompañado del excelente trabajo de arte del equipo Zeroquatre [...] y la excelente música de la francesa Laetitia Pansanel-Garric, con una gran trabajo técnico en apartados como vestuario, caracterización y demás, con la dirección de producción de una crack como Goretti Pagés, con casi 40 títulos a sus espaldas, y el gran trabajo de montaje de Ana Charte [...] La gran labor de casting consiguiendo un trío formidable de niños que hacen Sali Diallo, Miranda Munné y Lluc Miravete, y los adultos donde encontramos a magníficos intérpretes como Ivan Benet y Pablo Derqui, los Farré y Monsó, amigos y enfrentados, y sus otros yo de jóvenes que hacen Berner Maynes y Jorge Motos.
Fotogramas remarca que la directora, Schaaff, "sabe ganarse al público, sin espavientos y aplicando la mejor receta de estos casos: la del menos es más. Sendo una modesta y efectiva propuesta honesta como pocas y con una sorprendente buena dirección de los actores infantiles 